# Gracie Dzienny
Gracie Dzienny, née le 26 août 1995 à Toledo (Ohio), est une actrice américaine.

## Filmographie

### Cinéma
- 2018 : Bumblebee (Transformers) : Tina

### Télévision

#### Séries télévisées
- 2011-2013 : Supah Ninjas : Amanda McKay (39 épisodes)
- 2012 : Up All Night : Kylie
- 2012 : Fred: The Show : Holly (4 épisodes)
- 2013 : See Dad Run : Chelsea
- 2013 : AwesomenessTV : une étudiante
- 2014 : Side Effects : Rachel
- 2014-2015 : Chasing Life : Greer Danville (14 épisodes)
- 2015 : State of Affairs : Stacy Dover (2 épisodes)
- 2016-2017 : Zoo : Clementine Lewis (15 épisodes)
- 2021 : Jupiter's Legacy : Ruby Red (4 épisodes)
- 2022 : First Kill : Elinor Fairmont
- 2022 :  The Sex Lives of College Girls : Tatum